# Derivat (finansiering)
 For alternative betydninger, se Derivat. (Se også artikler, som begynder med Derivat)
Et derivat er et finansielt produkt, et værdipapir, konstrueret på basis af et underliggende produkt. Aftalen er ofte opbygget omkring en fremtidig ydelse, fx at sælge en bestemt aktie eller obligation på et bestemt fremtidigt tidspunkt. Et derivat er kendetegnet ved, at dets fremtidige værdi afhænger af det underliggende aktiv (eksempelvis aktien). 
Derivater kan teoretisk opbygges omkring et hvilket som helst aktiv, fx aktier, obligation, råvarer eller valuta. Prisen på derivatet udregnes ud fra prisen på det underliggende aktiv og den forventede fremtidige rente.

## Eksempler
Eksempler på derivater:
Futures, swap-optioner, call-optioner og put-optioner
- Aktier har fx disse derivater: option, future
- Til en obligation bruger man fx: repo, reverse
- Ved valuta bruger man derivaterne: forward, swap, future

## Værdifastsættelse
Til værdifastsættelse af derivater kan man anvende risikoneutral prisfastsættelse via risikoneutrale sandsynligheder, eller man kan konstruere en trackingportefølje, der "tracker" (efterligner) de fremtidige betalinger. 